# 瓦伊塔拉區
瓦伊塔拉區（西班牙語：Distrito de Huaytará），是秘魯的一個區，位於該國中南部萬卡韋利卡大區的瓦伊塔拉省，面積401.25平方公里，海拔高度2,658米，2005年人口2,435，人口密度每平方公里6.1人。